# Interaction de chocs
En mécanique des fluides supersonique il se créé couramment des chocs qui peuvent interagir. Cette interaction de chocs peut prendre des formes multiples qui toutes conduisent à la formation de nouveaux chocs et souvent à celle de lignes de glissement.

## Phénoménologie
Les configurations conduisant à ce type de phénomène sont multiples dans le cas d'un écoulement instationnaire. On ne s'intéressera qu'au cas stationnaire où l'on peut exhiber des configurations typiques permettant d'expliquer le phénomène. Pour la simplicité on se place en géométrie plane et on examine deux configurations plus particulièrement remarquables. Il en existe beaucoup d'autres, listées par Barry Edney. Les interactions présentées ci-dessous sont appelées Edney-I et Edney-II.

### Interaction de type Edney-I

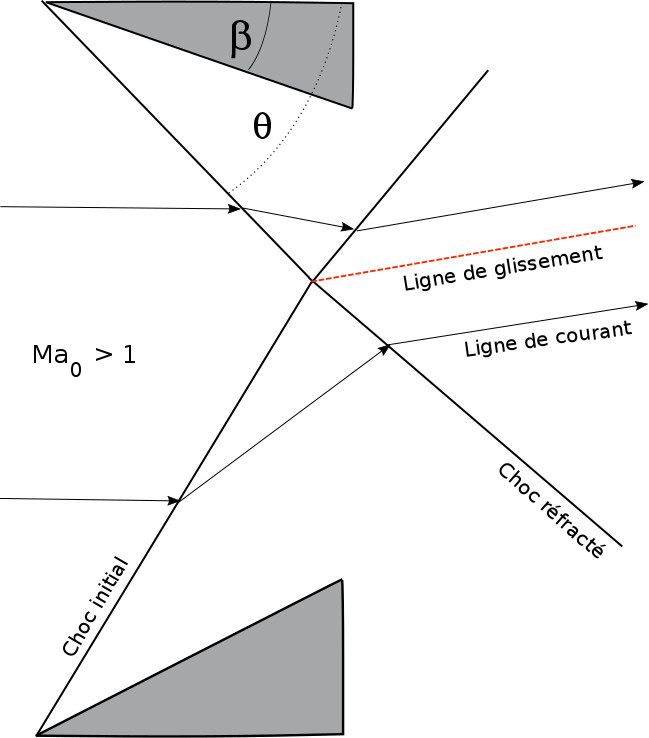
Interaction régulière de deux chocs supersoniques.

Dans cette configuration (voir figure) les chocs issus de deux sources interagissent en provoquant une réfraction mutuelle, une déviation de l'écoulement et la création d'une ligne de glissement,.
Dans un écoulement supersonique de nombre de Mach  {\displaystyle {M\!a}_{0}>1}  les chocs faibles (lorsqu'ils existent) générés par des dièdres d'angle  {\displaystyle \beta }  font un angle  {\displaystyle \theta =f({M\!a}_{0},\beta )}  avec la direction initiale de l'écoulement. Cet angle est donné par les relations de Rankine-Hugoniot que l'on résume par l'intermédiaire de la polaire de choc. Les chocs sont faibles : l'écoulement en aval est supersonique.
Les lignes de courant générées par ces chocs sont concourantes car parallèles aux surfaces de dièdres : il faut donc les ramener à des lignes parallèles en imposant deux nouveaux chocs. Les relations donnant les déviations au travers d'un choc permettent de calculer les angles de ces chocs créant des lignes de courant parallèles et une pression identique en aval. Les modules des vitesses en aval ne sont pas identiques : il y a apparition d'une ligne de glissement.
Ce raisonnement justifie la configuration étudiée mais ne démontre pas son existence qui est attestée par l'expérience et le calcul numérique.

### Réflexion d'un choc sur une paroi

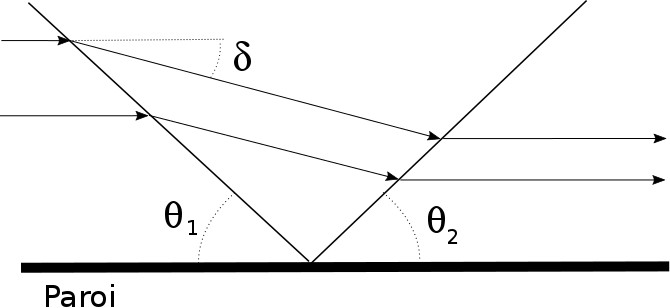
Reflexion normale d'un choc.

Un cas particulier de ce qui précède est celui de dièdres identiques. La configuration est alors symétrique et la ligne de glissement inexistante. On ne change pas le problème en remplaçant la surface de symétrie par une surface solide. On retrouve donc le problème de la réflexion d'un choc sur une paroi.
Cette réflexion peut se faire de deux façons. La première est la réflexion régulière que l'on aborde dans un premier temps,.
Le nombre de Mach de l'écoulement incident est  {\displaystyle {M\!a}_{0}} . L'incidence de l'angle à la paroi est  {\displaystyle \theta _{1}} , paramètre du problème. Les relations de Rankine-Hugoniot permettent de calculer le nombre de Mach  {\displaystyle {M\!a}_{1}}  derrière le choc incident et la déviation  {\displaystyle \delta }  des lignes de courant. Le second choc d'angle  {\displaystyle \theta _{2}}  par rapport à la paroi doit donc ramener les lignes de courant parallèles à celle-ci par une nouvelle déviation  {\displaystyle -\delta } . On montre que  {\displaystyle \theta _{2}\approx \theta _{1}}  : la réflexion est quasi-spéculaire

### Interaction de type Edney-II

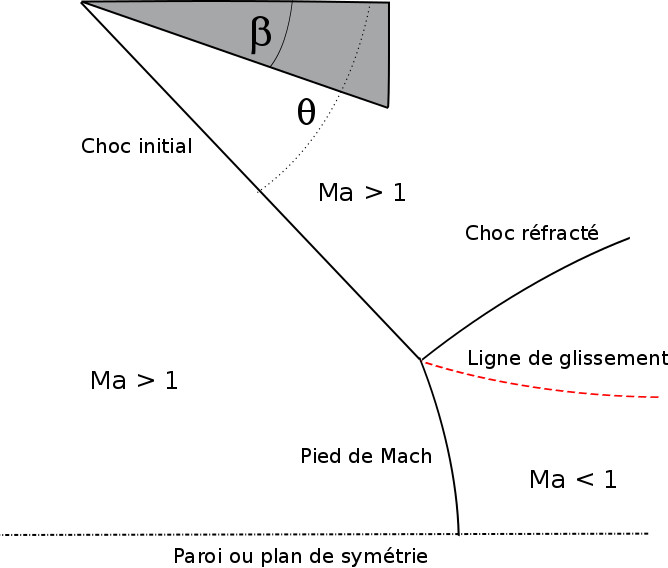
Interaction de chocs en Y.

La polaire de choc montre que, pour un gaz parfait, il ne peut exister de choc attaché à la paroi au-delà d'un certain angle de dièdre  {\displaystyle \beta } , de valeur décroissante avec le nombre de Mach  {\displaystyle {M\!a}_{0}} . Cet angle est voisin de 45 degrés au plus. Pour une valeur supérieure il se crée un choc détaché en avant du dièdre. Ici on peut rencontrer des cas où l'éventuel choc détaché initial est possible, entraînant un nombre de Mach  {\displaystyle {M\!a}_{1}<{M\!a}_{0}}  tel qu'il n'existe pas de solution pour l'éventuel choc réfléchi. La réponse de l'écoulement est là aussi la création d'un choc fort perpendiculaire à la paroi et la création d'une configuration en Y (réflexion anormale, voir schéma). La partie inférieure du Y est appelée pied de Mach. Il y a création d'un choc réfracté et d'une ligne de glissement par un mécanisme complexe : en particulier lorsque l'on fait varier continûment les conditions amont on peut observer un phénomène d'hystérésis du passage d'une réflexion régulière à une réflexion anormale ou inversement.

## Évolution de la ligne de glissement
La viscosité est la cause d'un couplage entre les lignes de courant de part et d'autre de la discontinuité. Ce type de configuration entraîne une instabilité de Kelvin-Helmholtz qui altère rapidement l'épaisseur de cette région de l'écoulement.